# شهین‌دخت سرلتی
شهین‌دخت سرلتی (صنعتی) (زاده ۳۰ فروردین ۱۳۱۲ اصفهان— درگذشته ۲۲ بهمن ۱۳۸۳ کرمان) کارآفرین ایرانی اهل اصفهان بود.

## زندگی
وی در ۳۰ فروردین ۱۳۱۲ در اصفهان چشم به جهان گشود و تحصیلات دانشگاهی خود را در رشته فلسفه و علوم تربیتی دانشگاه تهران به اتمام رساند. شهین‌دخت سرلتی یکی از بانوان کارآفرین است که به همراه همسرش همایون صنعتی‌زاده شرکت گلاب زهرا را در سال ۱۳۵۷ در منطقه لاله زار کرمان بنیان نهاد. شکل‌گیری و توسعه گلاب زهرا طی حدود سه دهه تحت مدیریت مستقیم وی صورت پذیرفت. وی از پیشگامان توسعه کشت ارگانیک گل محمدی در ایران بود.
نامِ «گلاب زهرا» در سال ۱۳۶۱ رسما ثبت شد.

## درگذشت
وی در ۲۲ بهمن ۱۳۸۳ در اثر سانحه تصادف رانندگی در محور کهنوج به بندرعباس درگذشت. آرامگاه او و همسرش در دهستان لاله‌زار کرمان می‌باشد.

## بانوی گل سرخ
«بانوی گل سرخ» ساخته «مجتبی میر طهماسب» مستندساز شناخته شده ایران است.
«بانوی گل سرخ» نامی است برای «شهین‌دخت سرلتی (صنعتی)»؛ بانویی که قبل از انقلاب به منطقه لاله‌زار کرمان رفت و گُل را جایگزین خشخاش و گُلاب را جایگزین تریاک کرد و به جایی رساند که «گلاب زهرا» سرنوشت کشاورزی یک منطقه را دگرگون کرد.
این ماجرا را از زبان «همایون صنعتی‌زاده»، همسرِ شهین‌دخت و سه سال پس از درگذشت او می‌شنویم. مردی که خود بنیانگذار «مؤسسه انتشارات فرانکلین در ایران» «چاپخانه اُفست»، «کاغذسازی پارس» و در کل یکی از چهره‌های نادر فرهنگ، صنعت و مدیریت ایران است.
این فیلم ستایشی است از شور زندگی و ساختن در یک شرایط سخت.

## آثار
- رایحه‌درمانی اثر لوسیندا دیکن دیویس با ترجمه شهین‌دخت سرلتی[۳]